# Liu Hongyu (atleta)
Liu Hongyu (劉 宏宇 , Liaoning, 11 de enero de 1975) es una atleta china especializada en marcha atlética.
Campeona en la Copa del Mundo de Marcha Atlética de 1999, celebrada en la ciudad francesa de Mézidon-Canon y del Campeonato Mundial de Atletismo celebrado en Sevilla en ese mismo año, Liu Hongyu ha participado en una ocasión en los Juegos Olímpicos, concretamente en los Juegos Olímpicos de Sídney 2000, donde fue descalificada.
Su mejor registro en los 20 km data de 2001 y está en 1h:26:35